# L'ultima canzone di Bilbo
L'ultima canzone di Bilbo è un'opera in versi dello scrittore britannico J. R. R. Tolkien pubblicata per la prima volta nel 1974, meno di un anno dopo la morte del suo autore, sotto forma di poster con illustrazioni realizzate da Pauline Baynes. Negli anni seguenti il poema è stato poi pubblicato sia in forma di libro che in diversi adattamenti musicali.  
Nell'opera, lo hobbit Bilbo Baggins descrive la sua partenza dai Porti Grigi, e quindi dalla Terra di Mezzo, a bordo in una nave elfica, episodio che corrisponde alla fine del romanzo Il Signore degli Anelli, di cui quest'opera è quindi spesso considerata come un epilogo sebbene non sia mai stata inclusa in esso.

## Stesura
Secondo Christina Scull e Wayne G. Hammond, Tolkien ha scritto una prima versione di quello che sarebbe poi diventato L'ultima canzone di Bilbo nel corso degli anni venti o degli anni trenta: un poema in lingua norrena intitolato Vestr um haf, ossia "l'ovest al di là del mare". Diversi decenni più tardi, nell'ottobre del 1968, Tolkien revisionò poi quella prima versione, dandole la forma e il titolo definitivi. Più o meno nello stesso periodo, Tolkien si ruppe una gamba durante l'inizio del suo soggiorno a Bournemouth e, per approntare il suo ufficio e la sua biblioteca, chiese aiuto a Joy Hill, una segretaria di Allen & Unwin e amica della famiglia Tolkien. Stando a quanto riferito dalla donna, tra il 14 e il 18 ottobre 1968, mentre stava mettendo a posto una pila di libri, essa trovò, tra due copertine, il manoscritto de L'ultima canzone di Bilbo, che lo stesso Tolkien non esitò a recitarle ad alta voce.
Il 3 settembre 1970, come segno di riconoscenza per il suo aiuto, Tolkien donò il manoscritto a Joy Hill, cedendole anche i diritti d'autore del poema a patto che attendesse che egli fosse morto prima di considerare un'eventuale pubblicazione del poema o la vendita dei suddetti diritti. L'anno successivo, il 28 ottobre 1971, tale donazione fu poi ufficializzata per lettera dall'autore. Nel 1991, alla morte di Joy Hill, i diritti d'autore del testo sono stati lasciati in eredità all'Ordine del Santo Paracleto, una comunità religiosa anglicana, mentre nel 2008 i diritti d'autore delle illustrazioni di Paulines Baynes sono stati lasciati in eredità da quest'ultima al Williams College di Oxford, che possiede l'intera biblioteca dell'artista.

## Pubblicazione e traduzione
Nell'aprile 1974, la casa editrice statunitense Houghton Mifflin pubblicò il poema sotto forma di poster, con sullo sfondo la fotografia di un fiume realizzata da Robert Strindberg. Nel settembre dello stesso anno, anche la Allen & Unwin pubblicò il testo sotto forma di poster ma con una diversa illustrazione: realizzata da Pauline Baynes, l'opera rappresentava Sam, Merry e Pipino che osservano, dalle alture sopra ai Porti Grigi, l'ultima nave elfica nell'atto di lasciare la Terra di Mezzo.
Nel 1990, il poema è stato ristampato come libro con nuove illustrazioni di Pauline Baynes, a cui ne sono state aggiunte altre in due nuove ristampe del libro lanciate sul mercato nel 2002 e nel 2012 dalla casa editrice Red Fox.
Negli anni il poema è stato poi tradotto in diverse lingue tra cui l'olandese, il finlandese, il francese, il tedesco, l'italiano, il russo e il giapponese. La traduzione olandese, in particolare, apparve alla fine del 1973, quindi prima della pubblicazione in inglese.

## Adattamenti
Nel 1973, Joy Hill sottopose il poema a Donald Swann, il quale lo mise in musica e lo integrò nella seconda edizione dell'opera di Tolkien The Road Goes Ever On, pubblicata nel 1978. Come da alcuni asserito, l'impostazione musicale dell'opera è basata sua "una canzone dell'Isola di Man, mescolata con una melodia greca". Sebbene la canzone sembra sia più adatta a un duetto che a un solista, la prima versione è stata registrata dal solo Swann.
Nel 1981, Brian Sibley e Michael Bakewell incorporarono il poema nel loro adattamento radiofonico de Il Signore degli Anelli trasmesso dalla BBC Radio 4, benché, come già detto, esso non facesse parte della versione originale del romanzo. In questa versione, con musiche di Stephen Oliver, la prima strofa è cantata da Bilbo (interpretato da John Le Mesurier), la seconda è omessa e la terza è cantata da un giovane soprano.
Non ci sono riferimenti diretti alla canzone nell'adattamento cinematografico di Peter Jackson de Il Signore degli Anelli: Il ritorno del re. Il distributore del film, la New Line Cinema, non fu infatti autorizzato ad utilizzare il poema in quanto opera separata da Il Signore degli Anelli, e Christopher Tolkien, figlio dell'autore e suo esecutore letterario, rifiutò di concederne l'utilizzo così come rifiutò fermamente di avere niente a che fare con i film di Jackson. I titolo di coda del film sono invece accompagnati dalla canzone originale "Into the West", cantata di Annie Lennox, con lo scopo di avere un qual certo rimando a L'ultima canzone di Bilbo. Inoltre, il compositore Howard Shore creò un'opera per coro e orchestra intitolata "Bilbo's Song", che può essere ascoltata nell'edizione estesa del DVD.
Nel 2001, il poema è stato cantato alle esequie del navigatore neozelandese Peter Blake, ucciso dai pirati durante un viaggio esplorativo a fini ambientali nel Rio delle Amazzoni.

## Critica
Come osservato da Christina Scull e Wayne G. Hammond, in occasione della sua pubblicazione sotto forma di poster, il poema passò relativamente inosservato ma ricevette invece un'accoglienza favorevole una volta pubblicato come libro "principalmente per le sue illustrazioni". Alcuni critici hanno avuto però commenti piuttosto negativi nei confronti del poema, ne è un esempio Brian Rosebury, che ha giudicato il testo banale, con distici "tecnicamente sbagliati". Secondo il critico, il titolo L'ultima canzone di Bilbo si adatterebbe meglio al poema che Bilbo recita a Gran Burrone ne La Compagnia dell'Anello.
Secondo Tom Shippey, invece, L'ultima canzone di Bilbo "porta avanti l'atmosfera elegiaca degli ultimi anni di Tolkien". Egli propone di considerare il poema come il testamento poetico del suo autore, l'equivalente in versi del racconto Il fabbro di Wootton Major: fuori dal contesto, le parole di Bilbo "potrebbero essere considerate come le parole di un uomo morente, ma una persona morente soddisfatta della propria esistenza e di ciò che fatto, e certa dell'esistenza di un mondo e di un destino al di là della Terra di Mezzo".
Hammond e Scull non sono invece d'accordo con questa affermazione e ricordano che il poema risale agli anni venti o trenta, mettendo in parallelo lo stile dell'opera tolkeniana con quello di Crossing the Bar, un'opera del 1889 di Alfred Tennyson..